# نورمان تود
نورمان تود (11 يونيو 1884 في المملكة المتحدة - 12 مايو 1959 في المملكة المتحدة)  (بالإنجليزية: Norman Todd)‏ هو لاعب كريكت بريطاني (وحمل سابقاً جنسية المملكة المتحدة لبريطانيا العظمى وأيرلندا). لعب مع نادي مقاطعة ديربيشاير للكريكت ‏.